# علم أصول التفسير
علم أصول التفسير، هو علم يُعنى بدراسة الأسس والمقدمات العلمية التي تُعين على فهم التفسير، وما يقع فيه من الاختلاف، وكيفية التعامل معه. قال ابن تيمية متحدثًا عن أهمية علم أصول التفسير: هو قواعد كلية، تعين على فهم القرآن ومعرفة تفسيره ومعانيه، والتمييز في منقول ذلك ومعقوله بين الحق وأنواع الأباطيل، والتنبيه على الدليل الفاصل بين الأقاويل.

## تعريف علم أصول التفسير
(أصول) في اللغة: جمع أصل، والأصل أسفل كل شيء. واصطلاحًا: هو ما يُبنى عليه غيره،أو يفتقر إليه ولا يفتقر إلى غيره. و(التفسير) في اللغة: الكشف والإظهار والإبانة. واصطلاحًا: هو الكشف عن معاني ألفاظ القرآن الكريم في سياقاتها حسب قواعد وأصول معروفة لفهم مراد الله تعالى من وحيه المنزل.
فأصول التفسير يمكن أن تعرف بأنها: المناهج التي تحد وتبين الطريق الذي يلتزمه المفسر في تفسير الآيات. أو"الأسس التي يُتوصل بها إلى بيان معاني القرآن"أو " الأسس والقواعد التي يقوم عليها علم التفسير وتشمل ما يتعلق بالمفسر من شروط وآداب ، وما يتعلق بالتفسير من قواعد وطرق ومناهج وما إلى ذلك "

## العلاقة بين علم أصول التفسير والمصطلحات ذات الصلة به
- العلاقة بين علم أصول التفسير وعلوم القرآن:

علم أصول التفسير هو أحد أنواع علوم القرآن الكريم.
- العلاقة بين علم أصول التفسير وقواعد التفسير:

قواعد التفسير هي أحد موضوعات علم أصول التفسير، فهي جزء منه.

## موضوعات هذا العلم
ليس هناك تحديد دقيق لموضوعات هذا العلم؛ وذلك لأن النظر إلى موضوع (أصول التفسير) يختلف من مؤلف إلى آخر، ومن أهم موضوعات هذا العلم:
1. حكم التفسير وأقسامه.
2. طرق التفسير
3. التفسير بالرأي والمأثور.
4. الأصول التي يدور عليها التفسير.
5. طريقة السلف في التفسير.
6. أسباب الاختلاف في التفسير.
7. أنواع الاختلاف في التفسير.
8. الإجماع في التفسير.
9. توجيه أقوال السلف.
10. توجيه القراءات.
11. أساليب التفسير.
12. كليَّات القرآن.
13. قواعد عامة في التفسير.
14. القواعد الترجيحية في التفسير.[9]

## أهمية علم أصول التفسير
- الامتثال لأمر الله بتدبر القرآن وتفهمه.
- الطريق للوصول للقول الصحيح في التفسير عند الاختلاف.
- يمنع من التسور على كتاب الله، وتحريف معانيه.
- معرفة حال المتصدي للتفسير، وشروطه، والعلوم التي يحتاج إليها.[8]

## فضله
لما كان كتاب الله تعالى أشرف الكتب وأعلاها، وكان تفسيره أشرف العلوم؛ لأنه بيان معاني كلام الله، كان أصول التفسير كذلك؛ لأن التفسير لا يتوصل إليه إلا بمعرفة أصوله.